# Pala (heráldica)

"Argent uma pala gules"

Em heráldica, uma pala é uma peça de um brasão que assume a forma de uma banda verticalmente centrada ao longo do escudo. .